# Coccinia ulugurensis
Coccinia ulugurensis là một loài thực vật có hoa trong họ Cucurbitaceae. Loài này được Harms mô tả khoa học đầu tiên năm 1934.